# Xianxia
Xianxia (en chino tradicional, 仙俠; en chino simplificado, 仙侠; pinyin, xiānxiá; literalmente, ‘héroes inmortales’) es un género de fantasía chino inspirado en la mitología china e influenciado por el taoísmo, el zen, las artes marciales chinas, la filosofía de la medicina china, la religión popular china, la alquimia china y otros elementos tradicionales de la cultura china.

## Etimología
Los caracteres que forman xianxia son xiān (仙) y xiá (侠). Un xiān es un concepto en la mitología china, especialmente en las leyendas taoístas, que describe a alguien que obtiene la inmortalidad o una vida extraordinariamente larga a través del autocultivo y se convierte en una existencia de otro mundo. Xiá generalmente se traduce como "héroe" o "observador", pero se refiere específicamente a alguien que es valiente, caballeresco, justo y desafiante.

## Características
El género Xianxia, que combina elementos de fantasía y artes marciales, tiene varias características distintivas:
- Mundo Fantástico: Los relatos suelen situarse en universos imaginarios con reglas mágicas y sistemas de poder únicos. Estos mundos pueden estar inspirados en la mitología china pero son a menudo creados de forma original.
- Magia y Poderes Sobrenaturales: La magia es una parte integral de las historias, y los personajes pueden poseer habilidades sobrenaturales que van más allá de las artes marciales tradicionales. Estas habilidades a menudo están relacionadas con la alquimia, la invocación y otros elementos mágicos.
- Trama Épica: Las historias suelen ser épicas y abarcan grandes aventuras, luchas contra enemigos poderosos, misiones heroicas e busca de tesoros sobrenaturales . Los personajes a menudo emprenden búsquedas que los llevan a través de diversos escenarios inspirado en las creencias populares chinas.
- Cultivo Espiritual: El enfoque principal es el desarrollo personal y espiritual. Los personajes suelen embarcarse en un viaje de cultivo para mejorar sus habilidades y alcanzar estados elevados de existencia.
- Transformación Personal: El proceso de cultivo a menudo implica una transformación significativa del carácter, donde el protagonista supera debilidades y alcanza un mayor nivel de autocomprensión.
- Estilo Narrativo: El estilo puede variar desde lo épico y grandilocuente hasta lo introspectivo y detallado, dependiendo del enfoque del autor.

### Cultivación
El género xianxia también incluye un subgénero popular conocido como "cultivación" o "entrenamiento". En el siglo XXI, con el advenimiento de la publicación electrónica, este subgénero se hizo popular con sitios como Qidian.com, Zongheng.com y 17k.com que brindan una plataforma para que los autores lleguen a una amplia audiencia a través de contenido serializado masivo. A principios de la década de 2000, se hizo popular fuera de China principalmente a través de las traducciones de aficionados. El género también es un elemento básico en programas de televisión, películas, manhua (manga), donghua (animación) y juegos chinos.
En estas historias, el protagonista suele ser un "cultivador" o "practicante" que busca volverse inmortal. En el camino, obtienen inmortalidad, poderes sobrenaturales y poderes increíbles. El tema ficticio de la cultivación se basa en gran medida en la práctica real de meditación qigong.
Las novelas web del género xianxia a menudo incluyen temas de acción y son uno de los géneros más populares entre el público masculino.

## Historia
Hay muchos textos chinos antiguos que se pueden clasificar como xianxia, como el Clásico de las Montañas y los Mares del período de los Reinos Combatientes o la Leyenda de la Serpiente Blanca. Las novelas de xianxia se hicieron populares en China durante la República de China, pero fue la novela de 1932 La leyenda de los caballeros de Shu la que provocó la popularidad moderna del género.

### Cine y televisión
Una de las primeras películas exitosas xianxia es probablemente "Zu Warriors" de Hong Kong en 1983 y luego la película de 2001 "La leyenda de Zu". Otras películas novedosas también se han convertido en bienvenidas, por ejemplo, la película romántica en 2019 en 2017 y la dinastía Emerald.
En términos generales, cuando se trata de adaptaciones de Xianxia, hay más series que películas.
Algunos de los dramas televisivos chinos más populares y exitosos de los últimos tiempos pertenecen al género xianxia, como, Ashes of Love, Eternal Love, The journey of flower, The Untamed y Love between fairy and devil. Vale la pena señalar que las cuatro obras están adaptadas de novelas populares publicadas en el sitio web Jinjiang Literature City. Además, hay dramas de cine y televisión como Swords of Legends, Noble Aspirations, Love of Thousand Years, Love and Redemption. Los fanáticos de las novelas de fantasía xianxia ya existen, por lo que la mayoría de los nuevos títulos de TV y películas son adaptados y recibidos con entusiasmo por fanáticos con mayor exposición y altas expectativas.

## Relación con otros géneros
El género xianxia a menudo se compara con el género wuxia (en chino simplificado, 武侠; literalmente, ‘Héroes marciales’) ya que los dos comparten muchas similitudes: ambos están ambientados en la antigua China casi histórica, tienen personajes de otro mundo y una batalla entre el bien y el mal. La principal diferencia es que el xianxia suele ser más sagrado, trascendental o metafísico, centrándose más en el crecimiento espiritual y el dominio de los poderes, la búsqueda de la existencia eterna, el destino y la reencarnación, los múltiples reinos de la realidad y las interacciones con seres sobrenaturales. y espíritus. Aunque ambientada en el mundo humano, el género wuxia tiene pocos elementos sobrenaturales y enfatiza principalmente en las artes marciales, la venganza personal, la búsqueda de tesoros, la justicia social y las luchas por el poder. Una contraparte aproximada en la literatura occidental podría ser que wuxia se parece vagamente a la ficción caballeresca o al género occidental estadounidense, donde los vigilantes, las peleas de pandillas/pandillas y las peleas de proyectiles/espadas son comunes; mientras que el xianxia está más cerca de la fantasía y las espadas europeas y el trabajo mágico, excepto en un entorno chino vagamente antiguo/imperial.
Xianxia también se diferencia del género Shenmo (神魔, "dioses [y] demonios"), que son obras de gran fantasía que se centran principalmente en dioses, demonios y seres sobrenaturales, con poco énfasis en los mortales, mientras que Xianxia se ocupa más de lo humano, quienes tienen encuentros sobrenaturales.
Hay otras variantes de fantasía china similar; xuanhuan (玄幻, "fantasía misteriosa") que generalmente se refiere a obras de alta fantasía mágica sin elementos taoístas y escenarios menos realistas) "strange fantasy" o "exotic fantasy" son obras chinas ambientadas en un contexto de fantasía más abiertamente occidental, aunque generalmente conservan influencias mitológicas chinas.

### Influencias
A medida que xianxia ha ganado popularidad en todo el mundo, también ha influido en otros géneros como Progression Fantasy y LitRPG, que incluyen a escritores como Will White.

## En la cultura popular

### Cine y televisión
- The 1983 Zu Warriors from the Magic Mountain
- The 1987 A Chinese Ghost Story
- The 1990 A Chinese Ghost Story II
- The 1990 Demoness from Thousand Years
- The 1991 A Chinese Ghost Story III
- The 1991 An Eternal Combat
- The 1992 Painted Skin
- The 1993 Green Snake
- The 2005 Chinese Paladin (TV series)
- The 2001 The Legend of Zu
- The 2011 The Sorcerer and the White Snake
- The 2014 Swords of Legends
- The 2015 The Journey of Flower
- The 2016  Noble Aspirations
- The 2017  Eternal Love
- The 2017  Once Upon a Time
- The 2017 Legend of the Demon Cat
- The 2018  Ashes of Love
- The 2018  Legend of Fuyao
- The 2019 The Untamed
- The 2019  The Legends
- The 2019 Jade Dynasty
- The 2020 Eternal Love of Dream
- The 2020 Love of Thousand Years
- The 2020 Love and Redemption
- The 2021 Ancient Love Poetry
- The 2021 The Yinyang Master
- The 2022 Immortal Samsara

### Videojuegos
- Serie Espada Xuan Yuan (轩辕剑)
- Serie La leyenda de la espada y el hada (仙剑奇侠传)
- Serie GuJian (古剑奇谭)